# Cupar, Saskatchewan
Cupar är en ort i Kanada.   Den ligger i provinsen Saskatchewan, i den sydöstra delen av landet, 2 200 km väster om huvudstaden Ottawa. Cupar ligger 570 meter över havet och antalet invånare är 579.
Terrängen runt Cupar är platt. Trakten runt Cupar är nära nog obefolkad, med mindre än två invånare per kvadratkilometer.. Närmaste större samhälle är Southey, 19,9 km väster om Cupar.
Trakten runt Cupar består till största delen av jordbruksmark.